# Christian Rösen
Christian Rösen (* 6. Februar 1980 in Glandorf) ist ein deutscher Sportfunktionär in diversen Boxverbänden.

## Leben
Nach seinem Eintritt in den Bund Deutscher Faustkämpfer (BDF) übernahm Rösen die Position des „German Representative“ der World Boxing Federation (WBF). Ebenfalls übernahm er das Ressort des „Anti Doping Coordinator“. Nach kurzer Zeit wechselte er zu dem größten deutschen nationalen Profiboxverband Bund Deutscher Berufsboxer (BDB) und arbeitete dort als Ring- und Punktrichter.
Im Jahr 2019 übernahm er die Positionen des „Executive Directors“ und „European Chairmann“ der WBF von dem verstorbenen Olaf Schröder. Seit Übernahme im Mai 2019 haben unter seiner Führung mehrere Weltmeisterschaften und internationale Titelkämpfe stattgefunden.
Er ist Vater von einer Töchter und ist seit 2019 verheiratet.